# Mark Leyner
Mark Leyner, né le 4 janvier 1956 à Jersey City dans le New Jersey, est un écrivain américain.
Parmi ses œuvres, généralement comiques et absurdes, on compte les romans Mégalomachine (1992) et Exécution !(1998), l'histoire d'un condamné à mort survivant à son exécution et dès lors libéré, à ce détail près qu'il peut être tué à tout moment et dans n'importe quelle condition par l'État. 
Leyner est également l'auteur de trois recueils de nouvelles, I Smell Esther Williams and Other Stories (1983), My Cousin, My Gastroenterologist (1990) et Tooth Imprints on a Corn Dog (1996), ainsi que de nombreux articles pour Esquire et George magazine, et de diverses contributions pour la télévision, comme au programme Liquid Television de MTV.